# Битка за Лузон
Битка за Лузон (филипински : Labanan sa Luzon) била је копнена битка Пацифичког рата током Другог светског рата од стране савезничких снага САД, њихове колоније Филипини и савезника против снага Јапанског царства. Битка је резултирала победом САД и Филипина. Савезници су преузели контролу над свим стратешки и економски важним локацијама Лузона до марта 1945. године, иако су џепови јапанског отпора постојали у планинама све до безусловне предаје Јапана. 
Током ове битке страдало је 192.000 до 205.000 јапанских бораца (углавном од глади и болести), 8.000 америчких бораца и преко 150.000 Филипинаца , претежно цивила које су јапанске снаге убиле, углавном током масакра у Манили фебруара 1945. године.

## Позадина
Сматрало се да су Филипини од велике стратешке важности, јер би њихово заузимање од стране Јапана представљало значајну претњу за САД. Као резултат тога, 135.000 војника и 227 авиона било је смештено на Филипинима до октобра 1941. године. Међутим, Лузон - највеће острво на Филипинима - заузеле су царске јапанске снаге 1942. године. Генерал Даглас Макартур - који је у то време био задужен за одбрану Филипина - наредио је преосталим америчким снагама да се повуку на полуострво Батан.
Неколико месеци након овога, Макартур је изразио уверење да је неопходан покушај повратка Филипина. Амерички пацифички командант Адмирал Честер Нимиц и шеф поморских операција Адмирал Ернест Кинг обојица су се успротивили овој идеји, тврдећи да се мора сачекати док победа не буде извесна. Макартур је морао да чека две године на остварење своје жеље, тек је 1944. дошло време зе покретање кампање за поновно заузимање Филипина. Острво Леите је био први циљ кампање и заузето је крајем децембра 1944. године. Уследила је напад на Миндоро, а касније и битна за Лузон.

## Увод
Пре него што су америчке снаге могле да покрену напад на Лузон, у близини острва требало је успоставити базу операције. Нарочито су се морале успоставити ваздушне базе како би се трупама које су напредовале обезбедила ваздушна подршка. Трупе под бригадним генералом Вилијамом Ц. Дункелом заузеле су острво Миндоро, уз помоћ 7. флоте. До 28. децембра САД су контролисале две ваздушне базе и биле су спремне да помогну у нападу на Лузон, који је требало да буде покренут 9. јануара 1945. Заузимањем Миндора америчке снаге биле су позициониране јужно од Лузона. Међутим, Мацартур је намеравао да искрца своје снаге код Лингајена, северније.  То би његове трупе поставило близу неколико путева и железничких пруга на Лузону, што је водило до Маниле - главног циља - кроз равнице у центру острва. 

### Операције обмањивања
Амерички авиони непрестано су извиђали и бомбардовали делове јужног Лузона, намјеравајући да преваре јапанске снаге да мисле да ће напад на Лузон доћи с југа. Поред тога, транспортни авиони су коришћени за прављење падобранских десанта са луткама. Миноловци су коришћени за чишћење залива Балаиан, Батангас и Таиабас, јужно од Лузона, а филипински борци отпора изводили су диверзантске акције у јужном Лузону. Ове операције обмањивања нису успеле да убеде генерала Јамасхиту, вођу јапанске царске војске на Филипинима, и изградио је значајне одбрамбене положаје на брдима и планинама које окружују залив Лингајен у северном Лузону.

## Супротстављене снаге

### Савезничке снаге
Савезничке снаге, подручје југозападног Пацифика 

Генерал Доуглас Мацартур
Шеста америчка армија (193.901 официр и пријављено)

Генерал-потпуковник Валтер Круегер 
Западно подручје искрцавања (Лингајен):
- XIV армијски корпус  (Генерал-мајор Оскар В. Грисволд ) 
  - 37. пешадијска дивизија (Генерал-мајор Роберт С. Беигхтлер )
  - 40. пешадијска дивизија (Генерал-мајор Рап Бруш )

Источно подручје искрцавања (Сан Фабиан):
- 1. корпус  (Генерал-мајор Инис П. Свифт)
  - 43. пешадијска дивизија  (Генерал-мајор Леонард Ф. Винг)
  - 6. пешадијска дивизија (Генерал-мајор Едвин Д. Патрик)

### Јапанске снаге
Четрнаеста армија подручја   
 
Генерал Томоиуки Иамасхита 
Северни Лузон:
- Схобу Гроуп (Генерал Иамасхита) 
  - око 152.000 официра и пријављено

Централни Лузон:
- Кембу Гроуп (Генерал-пуковник Рикицхи Тсукада ) 
  - око 30.000 официра и пријављено

Јужни Лузон:
- Схимбу Гроуп (Генерал-пуковник Схизуо Иокоиама ) 
  - око 80.000 официра и пријављено

## Битка
Јуриш на Лузон почео је, како је планирано, 9. јануара 1945. године, под кодним именом С-дан. Јапанске снаге пријавиле су више од 70 савезничких ратних бродова који су ушли у залив Лингајен. Припремно бомбардирање јапанских обала са ових бродова почело је у 7:00. десант је започето сат времена касније. Десантне снаге су се суочиле са снажним противнападпм јапанских авиона камиказа. Носач авиона за пратњу УСС Омани Беј уништен је нападом камиказа, док је разарач УСС Омани Беј CVE-79 и неколико других ратних бродова такође потопљено. Авиони 3. флоте помагали су десантима уз блиску ваздушну подршку, и бомбардовали јапанске артиљерјске положаје.
Искрцавање у залив Лингаиен 9. јануара извела је 6. армија под командом генерала Валтера Круегера. Отприлике 175.000 војника из 6. армије искрцало се на 32 км дугачку плажу у року од неколико дана, док је  корпус заштитио њихове бокове. КСИВ корпус под вођством генерала Осцара Грисволда потом је напредовао на југ према Манили, упркос забринутости Круегера да је његов источни бок био незаштићен и рањив ако јапанске снаге нападну. Међутим, није се догодио такав напад, а америчке снаге нису наишле на велики отпор све док 23. јануара нису стигле до ваздухопловне базе Цларк. Тамошња битка трајала је до краја јануара, а након заузимања базе, КСИВ корпус напредовао је према Манили.
Друго амфибијско искрцавање догодило се 15. јануара 72 km југозападно од Маниле. Дана 31. јануара, два пука 11. ваздушно-десантне дивизије извршила су ваздушни напад, заузевши мост, а касније су напредовала према Манили. Дана 3. фебруара, 1. коњичка дивизија заузела је мост преко реке Тулахан који води до града. Те вечери су напредовали у град и започела је битка за заузимање Маниле. 4. фебруара падобранци 11. ваздушно-десантске дивизије приближавајући се граду с југа - дошли су до главне јапанске одбране јужно од града Маниле, где је њихов напредак заустављен тешким отпором. Генерал Иамасхита наредио је својим трупама да униште све мостове и друге виталне инсталације чим су америчке снаге ушле у град, а јапанске снаге утврђене у целом граду наставиле су да се опиру америчким снагама. Генерал Мацартур је истог дана најавио скори повратак Маниле. 11. ваздухопловна дивизија је 11. фебруара заузела последњу јапанску спољну одбрану, окружујући тако цео град. Америчке и филипинске снаге извеле су акције чишћења града у наредним недељама. Војне жртве износиле су 1.010 Американаца, 3.079 Филипинаца и 12.000 Јапанаца.

## Последице
Битке су се наставиле широм острва Лузон наредних недеља, са више америчких трупа које су се искрцале на острво. Филипинци и амерички борци отпора такође су напали јапанске положаје и обезбедили неколико локација.
Савезници су преузели контролу над свим стратешки и економски важним локацијама Лузона до почетка марта. Мале групе преосталих јапанских снага повукле су се у планинска подручја на северу и југоистоку острва, где су месецима опседане. Џепови јапанских војника држали су се у планинама до безусловне предаје Јапана, али малобројни су издржали много година након тога. 
Јапанске жртве биле су запањујуће велике. Јапански губици били су 205.535 мртвих, са 9.050 заробљених. Амерички губици били су далеко мањи, 8.310 погинулих и 29.560 рањених. Процјењује се да су цивилне жртве боле од 120.000 до 140.000 страдалих.